# Le Jeal Cycle & Mobile Works
Le Jeal Cycle & Mobile Works war ein US-amerikanischer Hersteller von Fahrzeugen. Eine alternative Schreibweise ist LeJeal Cycle & Mobile Works.

## Unternehmensgeschichte
Charles J. LeJeal gründete 1900 das Unternehmen in Erie in Pennsylvania. Er begann mit det Produktion von Automobilen und Fahrrädern. Der Markenname lautete Le Jeal, alternativ LeJeal. 1906 endete die Fahrzeugproduktion. Das Unternehmen existierte bis 1922. Danach gab es LeJeal Automotive Service.

## Fahrzeuge
1900 entstand ein Dampfwagen. Damit fuhr der Inhaber zur Pan American Exposition in Buffalo.
Zwischen 1902 und 1905 wurden drei Fahrzeuge mit Ottomotoren hergestellt, von denen zwei verkauft wurden. Sie hatten luftgekühlte Vierzylindermotoren. Sie waren als Runabout karosseriert. Der Neupreis betrug 750 US-Dollar.
1906 entstand ein weiterer Runabout.